# Kermen Peninsula
Kermen Peninsula är en udde i Antarktis. Den ligger i Sydshetlandsöarna. Argentina, Chile och Storbritannien gör anspråk på området.
Terrängen inåt land är huvudsakligen kuperad, men österut är den platt. Havet är nära Kermen Peninsula söderut. Trakten är glest befolkad. Närmaste befolkade plats är Maldonado Station, 12,4 kilometer väster om Kermen Peninsula. 